# محمد القمودي
محمد القمودي (اسمه الكامل: محمد التليلي بن عبد الله) ولد في مدينة سيدي عيش (11 فبراير 1938) في تونس عداء مختص في المسافات الطويلة وحائز على أربع ميداليات أولمبية وأربعة ميداليات ذهبية في ألعاب البحر المتوسط 1963 و1967.
شارك في السباق للفوز بإجازة عسكرية «رخصة» لزيارة والدته; شارك من أجل والدته فكانت أولى محطاته للعالمية.

## المسيرة

### الألعاب المتوسطية 1963 والألعاب الأولمبية الصيفية 1964
لفت القمودي في البداية اهتمامًا دوليًا في ألعاب البحر الأبيض المتوسط 1963 في نابولي، حيث فاز بسباق 5000 م و 10000 م. وكرر الإنجاز في ألعاب 1967. على الرغم من هذه الإنجازات، كان القمودي لا يزال غير معروف تقريبًا عندما وصل إلى دورة الألعاب الأولمبية في طوكيو. ضمّن صاحب الرقم القياسي العالمي المفضل رون كلارك من أستراليا، وتيرة سريعة طوال السباق. مع وجود دورة واحدة متبقية، أسقط كلارك جميع منافسيه الرئيسيين ، باستثناء القمودي وبيلي ميلس من الولايات المتحدة الأمريكية. بعد القدوم إلى المنزل مباشرة، تبادل ميلز وكلارك والقمودي الخيوط. مع اقتراب 50 مترًا، كان القمودي في المقدمة، حتى اجتاز ميلز الماضي، ثم فاز بالميدالية الذهبية. بعد ذلك بيومين، حصل قمودي على حرارته في 5000 متر، ولكن لأسباب لم يفسرها بالكامل، انسحب من السباق النهائي.

### الألعاب المتوسطية 1967 والألعاب الأولمبية الصيفية 1968
نجح القمودي في الدفاع عن ألقابه البالغة 5000 م و 10000 م في الألعاب المتوسطية  1967 في تونس، وكان أحد المرشحين في أولمبياد المكسيك. في نهائي 10000 متر في المكسيك، كان القمودي في المجموعة الرائدة طوال السباق. تم تخفيض المجموعة إلى ثلاثة بسبب اللفة. نفتالي تيمو من كينيا، الذي فاز في 29: 27.4 ومامو وولدي من إثيوبيا 29:28، سارع في اللفة الأخيرة، متجاوزا القمودي، تاركا له في 29:34 بالميدالية البرونزية. بعد ذلك بيومين تأهل قمودي لنهائي 5000 م. في السباق النهائي، كان ثلاثة عداءين في خلاف في اللفة ، بقيادة القمودي، نفتالي تيمو وكيني آخر كيبتشوج كينو. كانت اللفة الأخيرة تسير بخطى سريعة، وعلى الرغم من أن الكينيين قد أعطيا زمام الأمور، إلا أن القمودي أنهى السباق في الصدارة، وفاز بالميدالية الذهبية.

### الألعاب المتوسطية 1971 والألعاب الأولمبية الصيفية 1972
في دورة ألعاب البحر المتوسط التالية، في إزمير عام 1971، فاز القمودي بالفضية في 5000 متر. على الرغم من أدائه المخيب للآمال في إزمير، كان القمودي أحد المرشحين في الحقول المثيرة للإعجاب البالغة 5000 م و 10000 م في أولمبياد ميونيخ. في نهائي 10000 متر، كانت مجموعة مكونة من تسعة متسابقين متقاعسين يسافرون بسرعة قياسية دون المستوى 4600 متر، عندما تعثر لاسي فيرين من فنلندا فجأة وسقط، مما تسبب في تعثر القمودي فوقه. تعافى فيرين بسرعة واستمر في الفوز بالسباق، لكن القمودي استغرق وقتًا أطول في الوصول إلى قدميه، وبعد الركض في اللفة ونصف لإغلاق فجوة 100 متر التي فتحت بينه وبين القادة، انسحب. على عكس الوتيرة 10000 متر، تم تشغيل المراحل الأولى من نهائي 5000 متر بوتيرة بطيئة للغاية، مع ظهور القمودي في الحزمة التي ظلت متجمعة بإحكام لأول 3000 متر. ارتفعت الوتيرة بشكل ملحوظ في 2000 متر الأخيرة، مع انفصال فيرين وبطل الولايات المتحدة ستيف بريفونتين عن العبوة. تحول الميل الأخير إلى سباق سريع، حيث تغلب فيرين على القمودي بنحو عشرة أمتار، في آخر سباق تنافسي كبير لهذا الأخير.

## الإنجازات

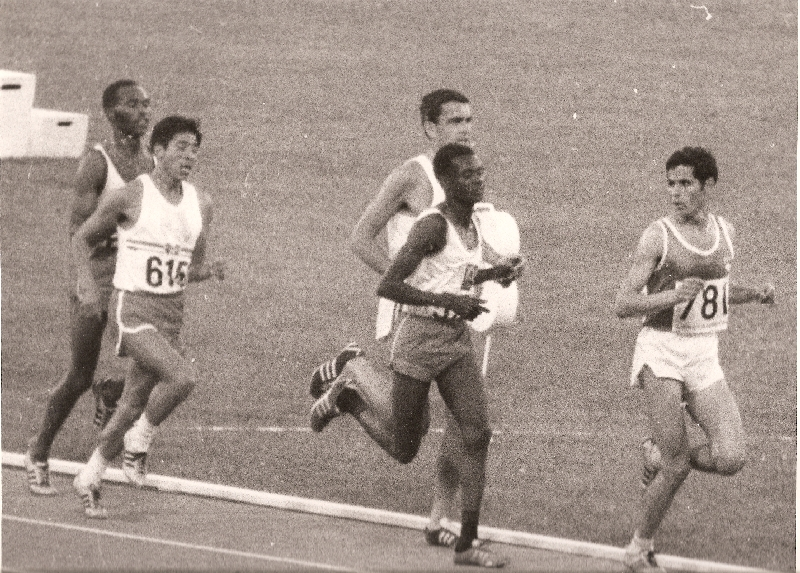
فوز محمد القمودي في سباق 5000 متر في الألعاب الأولمبية عام 1968 بمكسيكو (المكسيك)

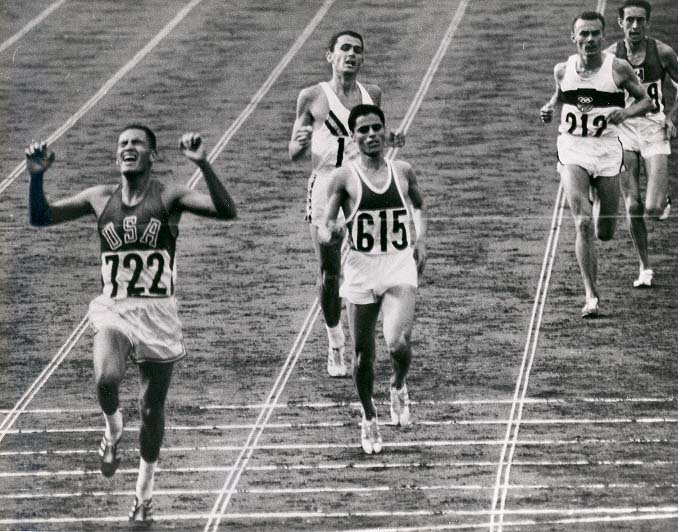
أنهى محمد القمودي سباق 10000 متر في الألعاب الأولمبية الصيفية 1964 وتحصل على الميدالية الفضية.

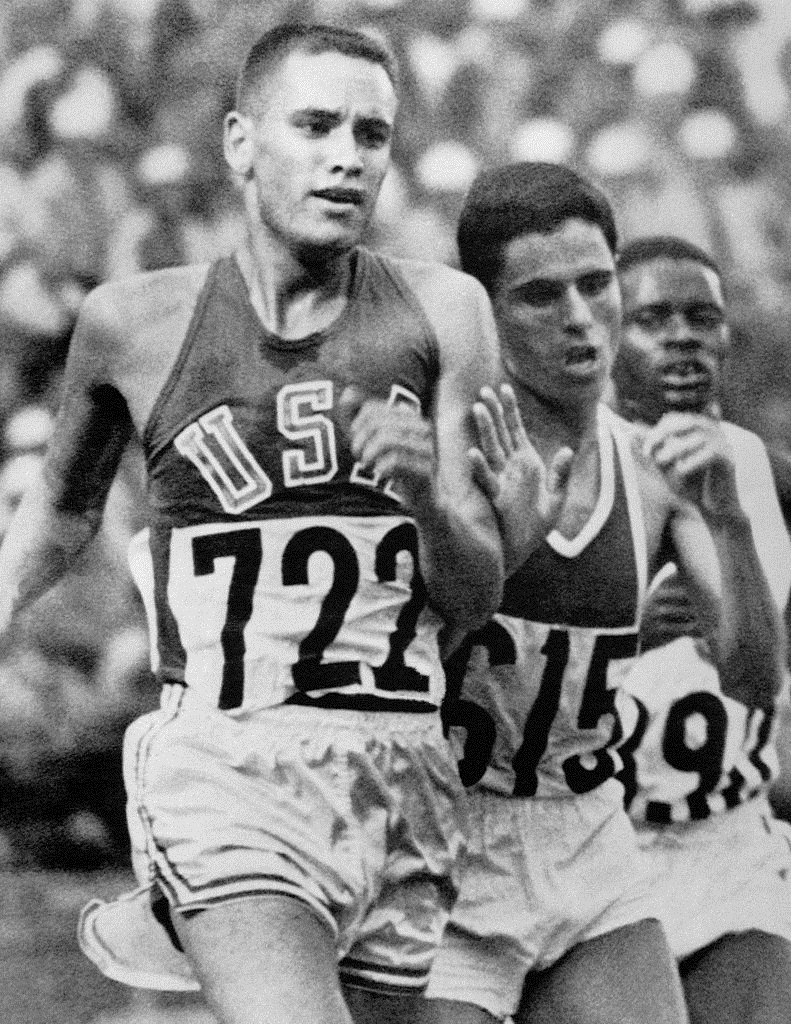
محمد القمودي بجانب بيلي ميلس في سباق 10000 متر أحرز القمودي الميدالية الفضية.

### الألعاب الأولمبية الصيفية
- 1964:  الميدالية الفضية 10000 متر
- 1968:  الميدالية الذهبية 5000 متر
- 1968:  الميدالية البرونزية 10000 متر
- 1972:  الميدالية الفضية 5000 متر

### ألعاب البحر الأبيض المتوسط
- 1963:  الميدالية الذهبية 5000 متر/ 10000 متر
- 1967:  الميدالية الذهبية 5000 متر / 10000 متر
- 1971:  الميدالية الفضية 5000 متر

### بطولة العالم للعدو الريفي
- 1965:  الميدالية البرونزية
- 1968:  الميدالية الذهبية

### البطولة المغاربية لألعاب القوى
- 1967:  الميدالية الذهبية 5000 متر/ 10000 متر
- 1968:  الميدالية الذهبية 5000 متر
- 1969:  الميدالية الذهبية 5000 متر/ 10000 متر
- 1970:  الميدالية الذهبية 5000 متر
- 1971:  الميدالية الذهبية 5000 متر/ 10000 متر

### البطولة المغاربية للعدو الريفي
- 1967:  الميدالية الذهبية
- 1967:  الميدالية الذهبية
- 1969:  الميدالية الذهبية

### المجلس الدولي للرياضة العسكرية
- 1962 :  الميدالية الذهبية 5000 متر/ 10000 متر
- 1962 :  الميدالية الذهبية 10000 متر
- 1963 :  الميدالية الفضية 5000 متر
- 1964 :  الميدالية الذهبية 5000 متر
- 1964 :  الميدالية الفضية 5000 متر
- 1965 :  الميدالية الذهبية (العدو الريفي)
- 1967 :  الميدالية الذهبية (العدو الريفي)
- 1968 :  الميدالية الذهبية (العدو الريفي)

### بطولة تونس للعدو الريفي
- الميدالية الذهبية: 1962، 1963، 1965، 1968، 1971، 1972، 1975، 1976.

### بطولة تونس لألعاب القوى
- الميدالية الذهبية 1500 متر: 1962، 1963، 1967، 1968.
- الميدالية الذهبية 5000 متر: 1963، 1967، 1968، 1970.
- الميدالية الذهبية 10000 متر: 1970، 1971.

## مواضيع ذات علاقة
- تونس في الألعاب الأولمبية
- تونس في الألعاب المتوسطية 1963